# Flakelack
Flakelack är en slags metalliclack, alltså en lack med små metallflingor som ger det metalliska skimret. Flakelack är en grövre typ av metallic, med större bitar av till exempel aluminium och polyester. Själva flake-pulvret kan även tillsättas i klarlacken. Det är vanligt med flake inom customkretsarna på både bilar och motorcyklar.